# Melandrya flavonotata
Melandrya flavonotata is een keversoort uit de familie zwamspartelkevers (Melandryidae). De wetenschappelijke naam van de soort werd in 1938 gepubliceerd door Maurice Pic.